# Yoshirō Nagayo
Yoshirō Nagayo (長与 善郎, 6 août 1888 – 29 octobre 1961) est un dramaturge et romancier japonais de l'ère Shōwa.

## Biographie
Nagayo naît à Tokyo, 5e fils du célèbre médecin Sensai Nagayo. Il fréquente l'école Gakushūin avant d'être diplômé de l'université impériale de Tokyo. Par ses relations scolaires il fait la connaissance de Mushanokoji Saneatsu et Shiga Naoya et confie des textes à la revue littéraire Shirakaba (« Blanc bouleau »). Il est considéré comme un représentant typique de la philosophie humaniste de l'école Shirakaba.
La publication de Shirakaba est suspendue en 1923 après le séisme de Kantō, mais Nagayo et Mushanokoji collaborent pour faire paraître un nouveau magazine littéraire, Fuji, cette même année. En tant que critique littéraire pour Fuji, Nagayo raille le mouvement de la littérature prolétarienne de la période d'avant-guerre.
Ses principales œuvres comprennent les pièces Kō to Ryuho (1916–1917), Indara no ko (« Enfant d'Indra », 1921), et le roman historique Takezawa sensei to iu hito (1924–25).
Il est surtout connu en Occident pour le scénario du film Seidō no Kirisuto (« Le Christ en bronze ») réalisé par Minoru Shibuya, histoire relative à la persécution religieuse au cours de l'époque d'Edo, présenté en compétition au Festival de Cannes 1956.